# Гельфгат Ілля Маркович
Ілля́ Ма́ркович Ге́льфгат (* 1951) — український вчитель, фізик. Герой України, Заслужений вчитель України.

## Біографія
Закінчив Харківський державний університет ім. О. М. Горького. Викладає в Харківському фізико-математичному ліцеї № 27 з 1988 року. Також є викладачем Центру довузівської освіти Харківського університету.
Кандидат фізико-математичних наук (1984). Завідувач кафедрою вчителів фізики.
Автор збірок завдань, довідників, методичних посібників.
Підготував багатьох переможців обласних та республіканських етапів Всеукраїнських олімпіад з фізики. В цілому 7 учнів стали переможцями Міжнародних олімпіад з фізики (1 золота, 3 срібних і 3 бронзових медалі). Серед його учнів — володарі вчених ступенів.

## Нагороди
- Звання Герой України з врученням ордена Держави (22 серпня 2021) — за визначні особисті заслуги перед Українською державою у розвитку національної освіти, упровадження інноваційних методів навчання, багаторічну плідну педагогічну діяльність[3]
- Орден «За заслуги» I ст. (4 жовтня 2015) — за значний особистий внесок у розвиток національної освіти, підготовку кваліфікованих фахівців, багаторічну плідну педагогічну діяльність та високий професіоналізм[4]
- Орден «За заслуги» II ст. (2 березня 2009) — за вагомий особистий внесок у розвиток національної освіти, високу педагогічну майстерність, підготовку переможців і призерів міжнародних учнівських олімпіад 2008 року[5]
- Орден «За заслуги» III ст. (29 жовтня 2003) — за вагомий особистий внесок у розвиток національної освіти, високу педагогічну майстерність, підготовку переможців і призерів міжнародних учнівських олімпіад[6]
- Заслужений вчитель України (4 жовтня 2001) — за вагомий особистий внесок у розвиток національної освіти, багаторічну плідну наукову і педагогічну діяльність[7]
- Відмінник народної освіти, почесний громадянин Харкова.

## Публікації
- «Збірник задач з фізики» для 7-11 класів.
- 1001 задача з фізики з розв'язками.
- Шкільний курс фізики у тестах.
- Є співавтором багатьох збірників задач і підручників.